# Новокузнецовка (Тамбовская область)
Новокузнецовка — упразднённая деревня в Кирсановском районе Тамбовской области России. На момент упразднения входила в состав Подвигаловского сельсовета. Исключена из учётных данных в 2003 г.

## География
Деревня находится в восточной части Тамбовской области, в лесостепной зоне, в пределах Окско-Донской равнины, на правом берегу реки Калаис, на расстоянии примерно 26 километров (по прямой) к северо-западу от города Кирсанова, административного центра района.
Климат
Климат характеризуется как умеренно континентальный с недостаточным и неустойчивым увлажнением. Среднегодовое количество осадков составляет 470—510 мм. Средняя температура января составляет −11,3 °C, июля — +20,4 °С.

## История
Постановлением Думы Тамбовской области от 25.04.2003 г. № 464 деревня Новокузнецовка исключена из учётных данных.

## Население
Согласно результатам переписи 2002 года, в деревне отсутвовало постоянное население